# Étienne Velay
Pour la région, voir Velay.
Étienne Velay est un haut fonctionnaire et homme politique français.
Après une carrière dans l'administration, il est nommé maire de Nîmes par le régime de Vichy sous la Seconde Guerre mondiale. Fidèle à Philippe Pétain, il prend part à la collaboration sans zèle et en se montrant critique. Sans être inquiété après la Libération, il peut intégrer l'Académie de Nîmes et occuper de nouvelles responsabilités — à Bouillargues — durant les années 1950.

## Biographie

### Débuts
Né en 1877 à Bouillargues, fils de Pierre Velay (secrétaire général de la mairie de Nîmes), Étienne Velay soutient en 1904 une thèse de doctorat en droit sur Les Rivalités franco-anglaises en Égypte (1876-1904).
Il fait carrière dans l'administration, devenant inspecteur de l'enregistrement.

### À la tête de Nîmes
Il a pris sa retraite lorsque Philippe Pétain, chef de l'État français, excipant de sa « compétence », son « zèle » et sa « qualité de vie », le nomme président de la délégation spéciale de Nîmes le 14 novembre 1940, après la suspension du conseil municipal élu. Dans un premier temps, ses prérogatives se limitent à la gestion de la police municipale, du personnel communal, et aux rapports avec la préfecture, mais il est nommé maire en titre le 8 mai 1941. Son accession à la mairie se couple à une répression des milieux communistes et des premiers embryons de résistance.
Devant faire face à des problèmes de ravitaillement, il crée une police sanitaire des animaux, chargée de l'inspection des viandes, ainsi qu'une « soupe d'entraide » en janvier 1941. Il décide une distribution de lait et de vitamines dans les écoles, de vêtements et de denrées alimentaires à l'ensemble de la population, et restreint le ravitaillement aux seuls Nîmois (dont il prive ainsi les réfugiés de passage dans la ville).
Pour pallier la dénatalité liée aux décès et aux réquisitions du service du travail obligatoire, la délégation spéciale octroie une prime à la première naissance. Après le bombardement allié du 27 mai 1944, il mobilise 50 000 francs pour aider les centaines de victimes. Il organise aussi une défense passive en faisant construire des abris antiaériens. 
Il doit composer avec la présence de la Wehrmacht, qui s'installe à Nîmes après le 11 novembre 1942 et réquisitionne les écoles et la radiodiffusion. C'est aussi sous son mandat qu'est créée à Nîmes la Milice dans le Gard (mars 1943) et que sont fusillés les résistants Vincent Faïta et Jean Robert (avril). Contraint de collaborer avec les autorités d'occupation, il doit ainsi réserver le grand bassin de la piscine municipale aux soldats allemands, de même que les bicyclettes enlevées aux habitants.
Mariette Gilabert note cependant que la persécution des Juifs avait débuté dès avant l'occupation allemande, avec le recensement des israélites nîmois à partir du 18 juillet 1941. Aussi bien est-il partie prenante de la « politique nationaliste » du régime de Vichy : en janvier 1941, il rebaptise plusieurs rues et places de la ville pour souligner, selon ses dires, « la grandeur du pays » ; il projette aussi la construction d'une colossale statue de Jeanne d'Arc, « héroïne française ». Il renouvelle des marques de soutien à Pétain en juin 1941, puis avril et septembre 1942 (en plaçant deux bustes du chef de l'État dans la mairie), et enfin à l'occasion du bombardement de Paris. 
Armand Cosson estime quant à lui qu'il se montre « assez modéré » tout en « entend[ant] se cantonner à la gestion », tandis que Mariette Gilabert assure qu'il « n'était pas un vichyste convaincu ». De fait, bien que son « loyalisme » soit assuré, il est de plus en plus critiqué pour sa « distance prise avec le régime », notamment par le préfet Angelo Chiappe, avec qui il est fréquemment en désaccord. Il se montre lui-même ouvertement critique envers le collaborationnisme de Pierre Laval, et envisage une démission en juin 1944.

### L'après-guerre
Après la libération de Nîmes, Paul Cabouat est nommé à la tête du comité local de libération et lui succède ; il parle à son propos d'un « homme de devoir et de bon sens, ayant géré au mieux une situation bien délicate ». Il n'est par ailleurs pas inquiété par la justice.
Élu la même année 1944 à l'Académie de Nîmes, il y siège jusqu'à sa mort et la préside de 1963 à 1964.
Il est maire de Bouillargues de 1953 à 1959. Armand Cosson relève qu'il préfère alors « rester silencieux sur sa gestion » à Nîmes. Il meurt en 1967, et donne son nom à une rue de sa commune natale.